# Gourban Pirimov
Gourban Pirimov (en azéri : Qurban Baxşəli oğlu Pirimov), né en octobre 1880 dans la région d'Agdam et mort le 29 août 1965 à Bakou, est un joueur de tar azerbaïdjanais, honoré du titre d'artiste du peuple de la République d'Azerbaïdjan en 1931.

## Biographie
À partir de 1905, il devint célèbre dans le trio mugham qu'il forme avec le chanteur Djabbar Qaryaghdioghlu et le joueur de Kamânche Sasha Oganezashvili. Le trio donne des concerts dans plusieurs pays étrangers - en Russie, dans le Caucase, en Asie centrale et au Moyen-Orient.
Le musicien accompagne le chant de Mahammad Ketchatchioghlu, Machadi Mammad Farzaliyev, Islam Abdullayev, Alasgar Abdullayev et Seyid Chouchinski . Ses œuvres sont enregistrées sur des disques de gramophone (1906-1916). 
En 1908, il joue du tar dans Leyli et Madjnun, le premier opéra azerbaïdjanais composé par Uzeyir Hadjibeyli.
Pirimov remporte en 1934 l'Olympiade de l'art transcaucasien à Tbilissi (Géorgie). Il travaille au Théâtre national d'opéra et de ballet d'Azerbaïdjan pendant quarante ans.

## Activité
Gourban Pirimov était directement impliqué dans la préparation des opéras mugham par des compositeurs azerbaïdjanais (Üzeyir Hacıbəyov, Muslim Magomayev, Zulfugar Hadjibeyov) et contribue au succès de ces opéras.
Les compositeurs azerbaïdjanais utilisent son œuvre comme une source précieuse. Ses interprétations de Rast, Shur et d'autres mughams sont transcrites dans des notes à plusieurs reprises et étudiées par divers compositeurs et musicologues (M. Magomayev, Niazi, Gara Garayev, Fikret Amirov, Tofik Kouliyev, V. Krivonosov, M. Gliyer et S. Ibrahimova).
Gourban Primov est étroitement impliqué dans la préparation du premier programme mugham en 1925 sous la direction de Hadjıbeyov. Il contribue à la formation de jeunes joueurs de tar et de chanteurs d'opéras mugham au Conservatoire d'État d'Azerbaïdjan, à l'École de musique Asaf Zeynally à Bakou et au Théâtre national académique azerbaïdjanais d'opéra et de ballet.
Des représentants de l'École azerbaïdjanaise de târ tels que Hadji Mammadov, Mammadagha Muradov, Zarif Gayibov, Aliagha Guliyev, Habib Bayramov, Sarvar Ibrahimov et Khosrov Farajov comptent parmi ses élèves.